# Smiley's People
Smiley's People is een Britse miniserie uit 1982, geregisseerd door Simon Langton. De miniserie is gebaseerd op de roman Smiley's People (1979) van John le Carré.

## Rolverdeling
| Acteur            | Personage         |
| ----------------- | ----------------- |
| Alec Guinness     | George Smiley     |
| Eileen Atkins     | Madame Ostrakova  |
| Michael Byrne     | Peter Guillam     |
| Bernard Hepton    | Toby Esterhase    |
| Anthony Bate      | Oliver Lacon      |
| Barry Foster      | Saul Enderby      |
| Michael Lonsdale  | Anton Grigoriev   |
| Beryl Reid        | Connie Sachs      |
| Bill Paterson     | Lauder Strickland |
| Siân Phillips     | Ann Smiley        |
| Mario Adorf       | Claus Kretschmar  |
| Tessy Kuhls       | Frau Kretzschmar  |
| Patrick Stewart   | Karla             |
| Curd Jürgens      | Vladimir          |
| Vladek Sheybal    | Otto Leipzig      |
| Rosalie Crutchley | Felicity          |
| Maureen Lipman    | Stella Craven     |
| Dudley Sutton     | Oleg Kirov        |
| Michael Gough     | Mikhel            |
| Michael Elphick   |                   |
| Paul Herzberg     | Villem Craven     |
| Stephen Riddle    | Nigel Mostyn      |
| Tusse Silberg     | Alexandra/Tatiana |
| Norma West        | Hilary            |
| Ingrid Pitt       | Elvira            |
| Lucy Fleming      | Molly Meakin      |
| Andrew Bradford   | Ferguson          |
| Joe Praml         | Paul Skordeno     |
| Alan Rickman      | Mr Brownlow       |
| Tanya Rees        | Beckie Craven     |
| Alex Jennings     | Hall              |